# Sistemas de capitalización individual de pensiones en el mundo
El modelo de capitalización individual de pensiones (basado en gran parte en el modelo chileno) se ha implementado en otros países hispanoamericanos y europeos, según las legislaciones de cada país mixtos o únicos (constituyen el sistema único de pensiones).

## Historia
En 1981, en Chile durante la dictadura militar de Augusto Pinochet, el entonces ministro del Trabajo y Previsión Social, José Piñera Echenique, creó en Chile un sistema de pensiones de capitalización individual en que cada trabajador chileno debe depositar de forma compulsiva cada mes parte de su remuneración que son de forma obligatoria administrados por empresas privadas.

## En América Latina
| País (Año implementación)   | Institución de capitalización individual                   | Condición legal del sistema (único o mixto) |
| --------------------------- | ---------------------------------------------------------- | ------------------------------------------- |
| Chile (1980)                | Administradoras de Fondos de Pensiones (AFP)               | Único                                       |
| Perú (1993)                 | Administradoras de Fondos de Pensiones (AFP)               | Mixto                                       |
| Colombia (1994)             | Administradoras de Fondos de Pensiones y de Cesantía (AFP) | Mixto                                       |
| Uruguay (1996)              | Administradoras de Fondos de Ahorro Previsional (AFAP)     | Mixto                                       |
| Bolivia (1997)              | Administradoras de Fondos de Pensiones (AFP)               | Mixto (hasta mayo de 2023)                  |
| México (1997)               | Administradoras de Fondos para el Retiro (AFORE)           | Único                                       |
| República Dominicana (2001) | Administradoras de Fondos de Pensiones (AFP)               | Único                                       |

En México los fondos son propiedad de las AFORE gastan 12 veces más en tratar de atraer trabajadores a través de promoción que mediante la mejora de los rendimientos”, señaló en un estudio la Comisión Federal de Competencia Económica. De lo retenido al trabajador el 35% del cobro lo orientan a gasto operativo -que incluye los salarios y administración- 20% a gasto en promotores y afiliación, y 10% al manejo de la inversión y asesoría y el resto lo depositan en la cuenta de pensión.

### Efectos del sistema de capitalización individual en Hispanoamérica
Un estudio realizado por la empresa Sura (vinculada al negocio de seguros de retiro de AFPs) sugiere que en México solo un 0,31% del crecimiento per cápita se debe al sistema de capitalización[cita requerida]. Además, ese crecimiento no se traduce directamente a los estratos económicos más bajos y la movilidad social, sino al crecimiento de las grandes empresas que se benefician directamente del sistema.  En Europa el sistema sólo fue implementado en Hungría y Polonia, pero ante las constantes pérdidas en el sistema individual Hungría abolió el sistema de capitalización individual; mientras que Polonia ha reducido la importancia de su operación para evitar el colapso del sistema individual. En septiembre de 2014 el primer ministro polaco Donald Tusk anunció su intención de deshacer las reformas del sistema de pensiones y volver a uno estatal. Entre 1997 y 2012, años en los que funcionó el sistema de capitalización individual en Hungría, las pensiones bajaron en promedio un 23.7 % respecto al anterior sistema público, mientras que las pensiones más bajas del sistema descendieron más de un tercio. Tras la crisis económica de 2008, los fondos de pensiones privados habían perdido tres quintas partes de los fondos de sus afiliados, invertidos sobre todo es acciones en Estados Unidos. Mientras el Banco Central Europeo calculó el costo fiscal  para el Estado de 7900 millones de euros.
Según un estudio de la universidad privada Universidad del Pacífico (vinculada al consorcio de empresas beneciarias de AFP), argumentó que el sistema previsional peruano fracasó, debido a que la cobertura previsional solo alcanzó el 25% del mercado laboral y que, aún con ese porcentaje, no lograban cumplir con los resultados prometidos. Las bajas pensiones y altas comisiones desincentivaron el interés de la gente por afiliarse, demostrando que el sistema previsional no funciona en un mercado competitivo.
En Chile, con sistema único y obligatorio, los cotizantes del sistema privado perciben al jubilarse haberes equivalentes a entre un tercio y la mitad de lo que ganaban durante la vida laboral activa (incluso para aquellos sin vacíos previsionales) demostrando que, aunque sea el único sistema de previsión, la capitalización individual no funciona a beneficio de los afiliados.
En El Salvador a 2017 sólo 1 de cada 4 trabajadores ahorra para su pensión, sólo 1 de cada 4 cotizantes alcanzará a pensionarse cuando llegue a la edad legal para hacerlo, del 13% total que se paga a las gestoras privadas, éstas se quedan con un 2,2% de comisiónDe ese 13% total que se paga a las gestoras privadas, éstas se quedan con un 2,2% de comisión por lo que el ahorro final del trabajador termina siendo de  10,8% de su salario mensual. 
En El Salvador, a diferencia de otros países, aquellos cotizantes cuyos abonos al sistema no logran alcanzar los 25 años de cotización requeridos por la ley no tienen derecho a una pensión, lo cual es percibido como una pérdida para los afiliados y una ganancia para los accionistas. Debido a esta situación, si para 1999 el 64% de los afiliados al SAP cotizaban, ese porcentaje se redujo en 40 puntos hasta el 24% registrado en 2016, indicando que el sistema no es atractivo para las personas ya que lo perciben como una pérdida de ahorros.
Los SPP  peruanos ha enfrentado críticas a lo largo del tiempo relacionado con las pensiones insuficientes, la concentración del mercado y la limitada cobertura brindada por las AFP.
En términos de cobertura, el SPP peruano es el más bajo de América Latina, incluso por debajo de algunas naciones menos desarrolladas. La distribución de prestaciones ha retrocedido entre 1999 y 2001, lo que ha llevado a una disminución significativa en el porcentaje de personas mayores empobrecidas que reciben pensiones.a.
Entre 1981 y 2014, siguiendo las recetas del Banco Mundial treinta países privatizaron total o parcialmente sus sistemas de pensiones públicas; en 2018, dieciocho países habían revertido las privatizaciones dado el colapso de los sistemas privados, la infeciencia de los sistemas de pensiones privadas obligatorias para mejorar la seguridad de ingresos en la vejez y su bajo desempeño en términos de cobertura, bajos niveles de beneficios, altos costos administrativos, costos de transición, e impactos sociales y fiscales negativos, entre otros.